# Anthony Li Hui
Anthony Li Hui (chiń. 李輝; ur. w 1972 w Mei) – chiński duchowny katolicki, biskup koadiutor Pingliang od 2021.

## Życiorys
Święcenia kapłańskie w 1996 roku.
11 stycznia 2021 wybrany biskupem koadiutorem Pingliang. Sakrę biskupią przyjął z mandatem papieskim 28 lipca 2021 z rąk arcybiskupa Joseph Ma Yinglin.